# Pouteria luzoniensis
Pouteria luzoniensis là một loài thực vật có hoa trong họ Hồng xiêm. Loài này được (Merr.) Baehni miêu tả khoa học đầu tiên năm 1942.